# Aage Christiansen
Aage Christiansen (23. marts 1904-) var en dansk atlet og bager. Han startede med atletik hjemme i Ringsted. Han flyttede til USA hvor han også trænede deltog i atletikstævner efter hjemkomsten 1932 blev han medlem af Ringsted IF og fra 1934 Østerbro-klubben Københavns IF. Han vandt otte danske mesterskaber og var med i en landskamp. 1932 blev han den første dansker over 14 meter i kuglestød med 14,02. Han forbedrede samme år den dansk rekord til 14,34.

## Danske mesterskaber
- Bronze 1936 Kuglestød 12,65
- Guld 1935 Kuglestød 13,70
- Guld 1935 Diskoskast 40,30
- Guld 1935 Diskoskast h+v 73,06
- Guld 1934 Kuglestød 14,07
- Guld 1934 Diskoskast 40,90
- Guld 1934 Diskoskast h+v 75,45
- Guld 1933 Diskoskast 40,90
- Sølv 1933 Kuglestød 13,69
- Sølv 1933 Hammerkast 44,82
- Guld 1932 Diskoskast 40,49
- Sølv 1932 Kuglestød 13,28

## Personlige rekorder
- Kuglestød: 14,34 1932
- Diskoskast: 41,13 1934
- Hammerkast: 44,82 1933